# كيت أورف
كيت أورف (بالإنجليزية: Kate Orff)‏ هي مهندسة معمارية، وهي المؤسسة والمصممة التنفيذية لشركة سكيب، شركة هندسية متخصصة في التصميم الحضاري والطبيعي والتي تقع في نيويورك. أورف قامت بتصميم مشاريع عديدة في الولايات المتحدة المتحدة الأمريكية والعالم كما تقوم بإعطاء محاضرات بالعديد من الجامعات محلياً وعالمياً عن الطبيعة الحضارية المعمارية وطرق نماذج التفكير الجديدة بناء على حقبة الأنثروبوسين. كما شاركت أورف في مؤتمر تيد كذلك في جمعية المهندسين المعماريين، Aperture Foundation، ومؤسسة WNYC. كيت كذلك تقوم بإعطاء ندوات تصميمة لمختلف التخصصات في جامعة كولومبيا. في عام 2017 تسلمت جائزة «منحة العبقرية» من مؤسسة ماك آرثر بسبب تصاميمها في «البيئات المتكيفة المرنة» وإحياء النظم البيئية. كذلك في عام 2013، لقبت بـ«الشخصية الأكاديمية الوطنية». اتخذت منصب نائب الرئيس في الجامعة المعمارية في نيويورك منذ عام 2010. وفي عام 2005 شغلت منصب زميل تصميم في جمعية أودوبون في مدينة نيويورك